# Космос-2231
Космос-2231 је један од преко 2400 совјетских вјештачких сателита лансираних у оквиру програма Космос.
Космос-2231 је лансиран са космодрома Плесецк, Русија, 19. јануара 1993. Ракета-носач Сојуз је поставила сателит у орбиту око планете Земље. Маса сателита при лансирању је износила 6600 килограма. Космос-2231 је био осматрачки сателит.